# Ignatius Mouradgea d’Ohsson
Ignatius Mouradgea d’Ohsson (* 31. Juli 1740 in Konstantinopel; † 27. August 1807 in Bièvres) war ein armenischer Orientalist, Historiker und Diplomat in schwedischen Diensten. Er wurde als Ignatius Muradcan Tosunyan als Sohn einer katholischen Familie geboren. Sein Vater war Dolmetscher an der schwedischen Botschaft und sein Sohn folgte ihm in dieser Karriere. 1768 wurde er Oberster Dolmetscher, bei seiner späteren Erhebung in den schwedischen Adelsstand nahm er den französisch klingenden Namen d’Ohsson an. Er lebte viele Jahre in Frankreich.
Constantin d’Ohsson, Verfasser einer berühmten Geschichte der Mongolen, war sein Sohn.

## Werke
- Tableau Général de l’Empire Othoman. 7 Bände. Firmin Didot, Paris 1788–1824.
  - deutsch: Allgemeine Schilderung des Othomanischen Reichs. Gekürzt und übersetzt von Christian Daniel Beck. 2 Bände. Weidmann, Leipzig 1788/1793 (Band 1 in der Google-Buchsuche; Band 2 in der Google-Buchsuche).